# Ренейский, Виктор Иосифович
Ви́ктор Ио́сифович Рене́йский (рум. Victor Reneischi, бел. Віктар Іосіфавіч Рэнейскі, род. 24 января 1967, Бобруйск, Белорусская ССР, СССР) — советский, белорусский и молдавский гребец-каноист, четырнадцатикратный чемпион СССР (1986, 1988—1991), восьмикратный чемпион мира (1989—1991), двукратный чемпион Олимпийских игр (1988). Заслуженный мастер спорта СССР (1988). Почётный гражданин города Бобруйск (1988).

## Биография
Родился 24 января 1967 года в Бобруйске. Начал заниматься греблей на каноэ в 1979 году в ДСО «Красное Знамя» у Бориса Бирюкова. В 1981—1984 годах обучался в Республиканской школе-интернате спортивного профиля в Минске, где с ним работал Владимир Ведехин. В дальнейшем тренировался под руководством заслуженного тренера СССР Александра Кирпиченко и Александра Колыбельникова. Окончил Белорусский государственный институт физической культуры. В 1984 году выполнил норматив мастера спорта СССР. В 1985 году был чемпионом мира среди юниоров в классе каноэ-двоек на дистанциях 500 и 1000 метров вместе с Евгением Сбитневым.
В 1986 году дебютировал в главной сборной СССР. Вместе с Александром Калиниченко выиграл Кубок СССР, принял участие в чемпионате мира в Монреале и завоевал серебряную медаль этих соревнований на дистанции 500 метров.
Наиболее значимых результатов добивался в конце 1980-х и в 1990-х годах, когда его постоянным напарником стал Николай Журавский. В 1988 году они выиграли чемпионат СССР в классе каноэ-двоек на дистанциях 500 и 1000 метров и вошли в состав сборной страны на Олимпийских играх в Сеуле, где завоевали золотые медали в тех же дисциплинах. В последующие три года восемь раз побеждали на чемпионатах мира как в классе двоек, так и четвёрок с Юрием Гуриным и Валерием Вешко. В 1991 году выиграли две золотые медали на последней Спартакиаде народов СССР в Ростове-на-Дону.
В 1992 году перед Олимпийскими играми в Барселоне Ренейский и Журавский не смогли пройти отбор в Объединённую команду, уступив паре Масейков—Довгалёнок (которая завоевала золотые олимпийские медали). После этого Ренейский стал выступать за Белоруссию, а Журавский — за Румынию. В 1994 году Николай Журавский вернулся в Молдавию и уговорил Виктора Ренейского выступать за молдавскую сборную. В 1995 году они стали серебряными призёрами чемпионата мира в Дуйсбурге на дистанции 500 метров, а в 1996 году выиграли серебряную медаль Олимпийских игр в Атланте в той же дисциплине.
В 1999—2002 годах работал тренером в Хорватии, затем стал начальником национальной команды Республики Беларусь, государственным тренером по гребле на байдарках и каноэ.
С 2016 года главный тренер национальной команды Республики Молдова по гребле на байдарках и каноэ.
В сентябре 2022 года состоялась премьера документального фильма Леонтины Ватаману «Гребля на Олимп» (рум. Vâslind spre Olimp), посвящённого Ренейскому и Журавскому.

## Награды
Награждён орденом Дружбы народов и орденом Республики Молдова «Трудовая слава» (1996).